# Estação das chuvas
A estação das chuvas, ou estação chuvosa, é a época do ano, abrangendo um ou mais meses, quando ocorre a maior parte da precipitação média anual de uma região. O termo estação verde às vezes também é usado como um eufemismo para se referir à estação. Segundo a classificação climática de Köppen-Geiger, para o clima tropical, um mês da estação das chuvas possui média climatológica superior a 60 mm. Em contraste com áreas de clima de savanas e com regimes de monção, o clima mediterrâneo tem invernos húmidos e verões secos. Florestas tropicais não têm estações secas ou das chuvas, uma vez que a chuva é distribuída igualmente ao longo do ano.
Quando a estação das chuvas ocorre durante o verão, a ocorrência de precipitações geralmente ocorre durante a tarde e primeiras horas da noite. A estação das chuvas também traz, muitas vezes, melhorias na qualidade do ar e da água, além de facilitar o crescimento da vegetação. Também ocorrem inundações em rios e lagos, diminuição dos nutrientes no solo e aumento da erosão. A incidência de malária aumenta nas áreas onde a estação das chuvas coincide com altas temperaturas. Os animais têm estratégias de sobrevivência ao regime mais húmido. Muitas vezes, a temporada seca anterior leva à escassez de alimentos na estação das chuvas, uma vez que os cultivos ainda têm que amadurecer.

## Contexto histórico

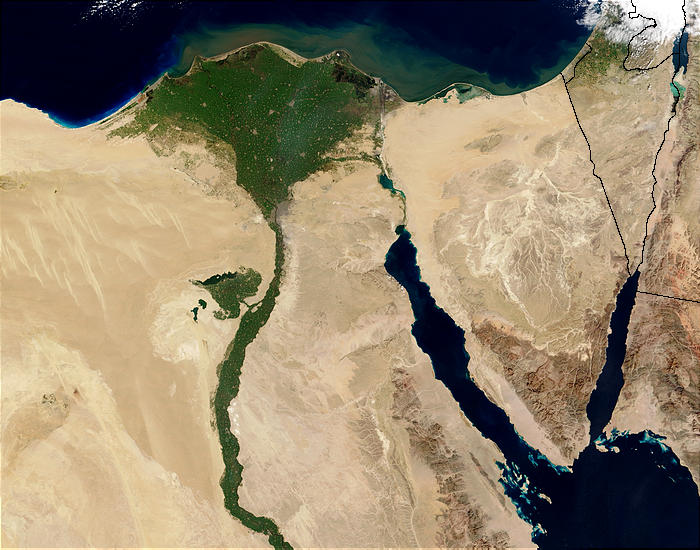
Imagem de satélite do Delta do Nilo: o homem que habitava aquela região no Antigo Egito dependia vitalmente da estação das chuvas.

No final do período paleolítico, o clima árido do Norte da África tornava-se cada vez mais quente e seco, forçando as populações da área a concentrarem-se ao longo do Vale do Nilo, e desde caçadores recolectores nómadas até ao homem moderno que começaram a viver na região até ao final do Pleistoceno Médio, há cerca de 120 mil anos, o Rio Nilo tem sido a salvação do Antigo Egipto. A planície fértil do Nilo deu aos homens a oportunidade de desenvolverem uma economia agrícola sedentária e uma sociedade mais sofisticada e centralizada que se tornou um marco na história da civilização humana. Os primeiros colonos daquela região enfrentaram inicialmente algumas dificuldades de adaptação ao clima, especialmente com as enchentes que ocorriam durante o período chuvoso da região, porém com o passar do tempo eles começaram a sentir necessidade de retirar proveito desses problemas.
No Médio Oriente antigo, anterior à criação do Calendário Juliano, a estação das chuvas já servia como uma referência aos povos antigos. Praticamente todos os sistemas de calendário na região utilizavam uma unidade coloquialmente chamada de ano, que se aproxima do ano tropical da Terra, ou seja, o tempo que leva um completo ciclo de estações (seca e chuvosa), visando a facilitar o planeamento de actividades agrícolas. Às margens do Nilo, por exemplo, as chuvas sazonais causavam enchentes que depositavam húmus nas margens, favorecendo a agricultura e pecuária; também forneciam água fresca, peixes, aves aquáticas além de servir para o transporte e comércio. Como o nível do rio era inconstante, os egípcios desenvolveram diques, barragens e canais de água para melhor aproveitarem as águas do rio. Também desenvolveram o "nilómetro", uma construção usada para medir as enchentes. Com a observação das enchentes, com auxílio também dos astros, os egípcios desenvolveram um calendário, onde o primeiro dia do ano é o primeiro dia das cheias. O ano era dividido em três períodos de quatro meses: inundações (Julho a Outubro), plantio (Novembro a Fevereiro) e colheita (Março a Junho). Durante o período das enchentes os cidadãos eram deslocados para as cidades para trabalharem em outras tarefas.

## Característica das chuvas

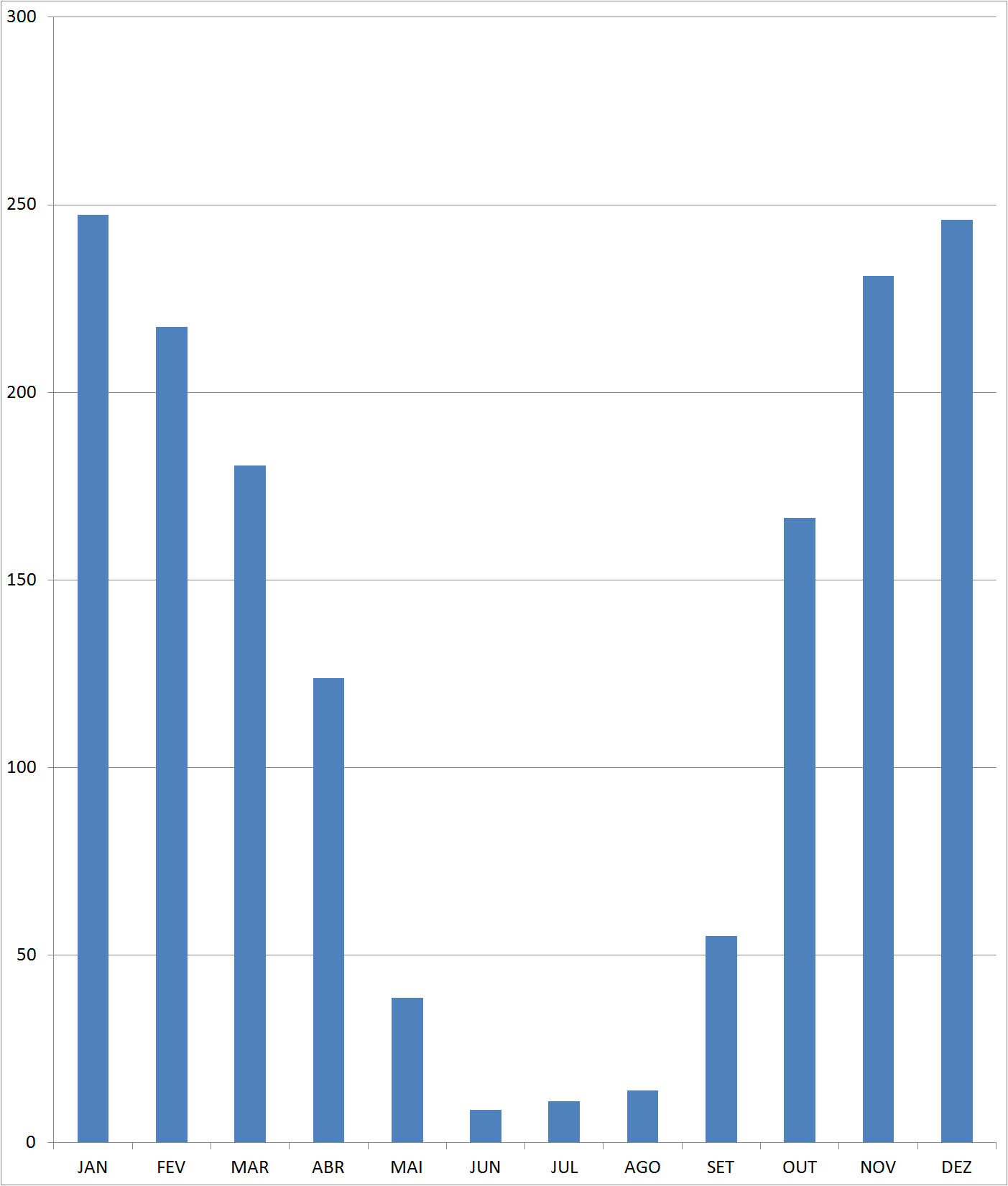
Distribuição da precipitação em Brasília, Brasil, onde a estação das chuvas normalmente vai de Outubro a Abril.

Em áreas onde as chuvas estão associadas a mudanças na direcção e velocidade dos ventos, a estação das chuvas é conhecida como período das monções. Em lugares onde as chuvas durante a estação das chuvas são predominantes devido ao aquecimento diurno, que leva a actividade de tempestades diurnas dentro de algumas massas de ar húmido preexistentes, a precipitação é concentrada principalmente entre o final da tarde e primeiras horas da noite; isso normalmente ocorre em savanas. Os minutos iniciais das pancadas de chuva costumam representar grande parte do total de chuva que cai em um dia. Enquanto a maioria dos lugares tem apenas uma estação das chuvas, as áreas dos trópicos podem ter duas estações de chuvas, já que o cavado de monção ou a Zona de Convergência Intertropical podem passar por estes locais duas vezes por ano. Uma vez que as florestas tropicais têm chuvas constantes ao longo do ano, estas não possuem tecnicamente uma estação das chuvas.

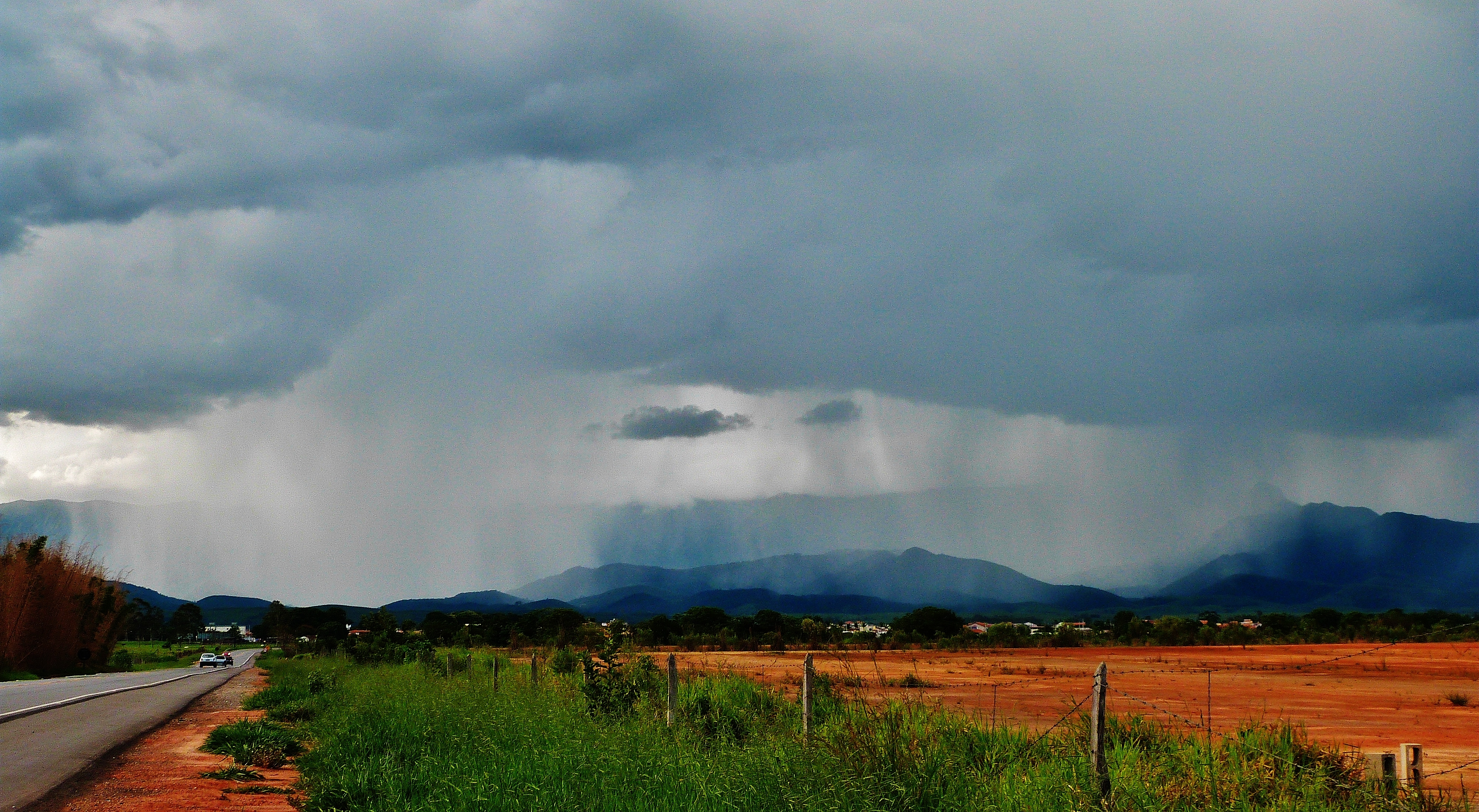
Registro de chuva de verão na Serra da Mantiqueira, em Pindamonhangaba, São Paulo.

A situação é diferente para os locais dentro do regime de clima mediterrâneo. No oeste dos Estados Unidos, por exemplo, durante a estação fria de setembro a maio, os ciclones extra-tropicais do Oceano Pacífico chegam ao interior dessa região devido a uma migração para o sul do Jet stream durante esse período do ano. Esta mudança no Jet stream traz grande parte da precipitação anual para a região, e também traz a possibilidade de fortes chuvas e intensos sistemas de baixa pressão. A península da Itália experimenta um clima muito semelhante ao oeste dos Estados Unidos, a respeito disso.

## Áreas afectadas

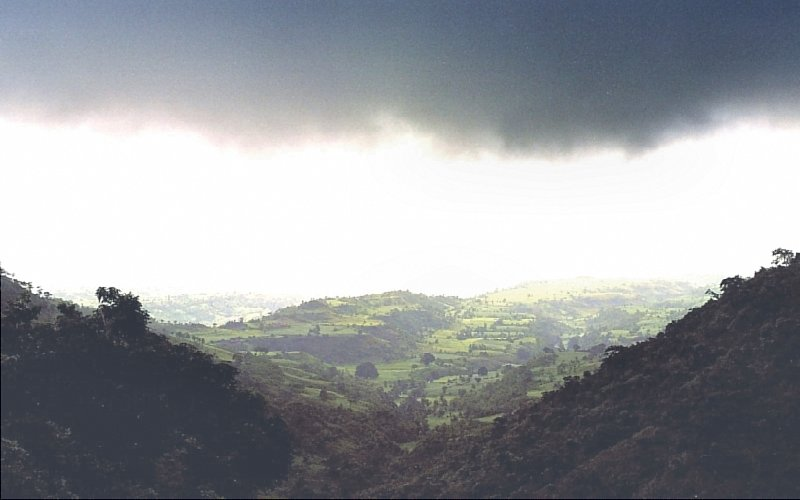
Chuvas de monção em montanha de Vindhya, região central da Índia.

As áreas com clima de savana na África subsariana, em países como Gana, Burkina Faso, e Botswana têm uma estação das chuvas distinta. Também dentro do regime climático das savanas, Flórida e oeste do Texas têm estações das chuvas. Regiões de monção incluem Sudeste Asiático (incluindo Indonésia), nordeste e norte da Austrália, Polinésia, América Central, sudeste do México, os desertos do sudeste dos Estados Unidos, o sudeste da Guiana e boa parte da Região Norte do Brasil.
No oeste da África, existem duas estações das chuvas em toda a parte sul, e apenas uma em todo o norte, como por exemplo o caso de Angola, que tem duas estações das chuvas: uma no final da primavera e outra no início do inverno; assim como o norte da Guiana. Dentro do regime de clima mediterrânico, a costa oeste dos Estados Unidos e do Mediterrâneo da costa da Itália, Grécia, e Turquia experimentam uma estação das chuvas nos meses de inverno. Dessa mesma forma, a estação das chuvas no deserto de Negueve, em Israel, se estende de outubro a maio. Na fronteira entre os climas mediterrâneo e de monções está a deserto de Sonora, que recebe as duas estações das chuvas associadas a cada regime climático.
No Sul, Sudeste e uma certa parte do Centro-Oeste do Brasil, a época das chuvas intensas e de curta duração (também chamadas de chuva de verão) começa em setembro e dura até abril.

## Efeitos

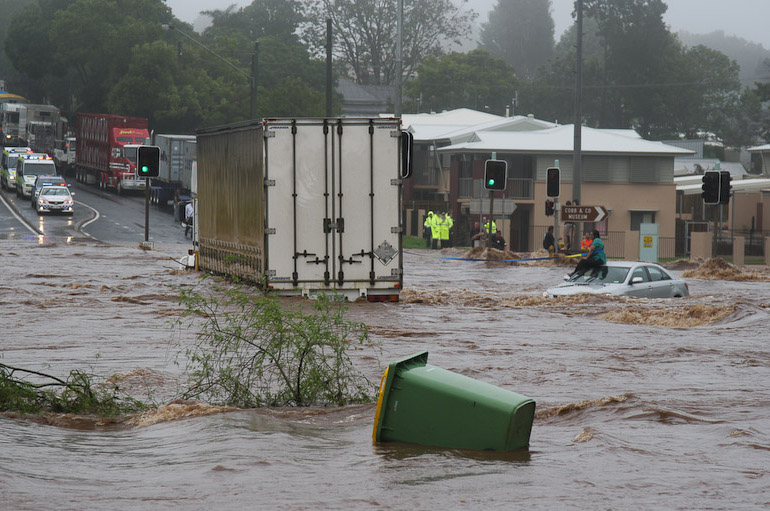
Enxurrada durante as Enchentes na Austrália em 2010-2011, no estado de Queensland.

Em áreas tropicais, quando a monção chega durante o dia, as temperaturas caem e durante a noite se mantém amena. Durante a estação das chuvas, a combinação de chuvas fortes em algumas áreas, como Hong Kong, com ventos vindos do oceano melhora significativamente a qualidade do ar. No Brasil, a estação das chuvas está relacionada ao movimento dos ventos do oceano. O índice do pH da água torna-se mais equilibrado, devido à limpeza das vizinhanças dos aquíferos durante a estação das chuvas. A água também se suaviza, já que os materiais são dissolvidos em menor concentração durante a estação das chuvas. A erosão também aumenta durante períodos chuvosos.
Arroios que são secos em outras épocas do ano enchem com rápido escoamento, em alguns casos com água chegando a profundes superiores a 3 m. A lixiviação dos solos durante a época das chuvas fortes esgota a disponibilidade de nutrientes. O escoamento excessivo de massas continentais impacta significativamente as áreas oceânicas vizinhas, que são mais estratificadas, devido às correntes de ar mais fortes da superfície que são forçadas pelo escoamento de chuvas intensas.

### Enchentes e inundações
Inundações podem ocorrer se as chuvas se tornarem excessivas, o que pode levar a deslizamentos de terra e lama em áreas montanhosas. Rios causam essas inundações, deixando casas situadas às suas margens debaixo d'água. As inundações podem ser agravadas por incêndios que ocorreram durante a estação seca anterior, que deixam os compostos por argila mais arenosos, deixando-os hidrofóbicos. Existem várias organizações governamentais que ajudam moradores a lidar com inundações durante a estação das chuvas. Normalmente são realizados mapeamentos das margens de rios e lagos, o que ajuda a diagnosticar áreas que são mais propensas a inundações. Instruções sobre como controlar a erosão também são feitas por divulgação via telefone ou internet.

## Adaptações

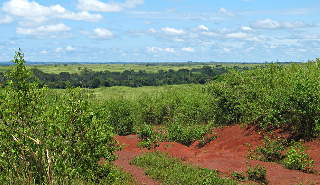
Savana equatorial no Leste dos Camarões.

### Humana
A estação das chuvas é o principal período de crescimento da vegetação dentro do regime climático das Savanas. No entanto, isso também significa que a estação das chuvas é um momento de escassez de alimentos antes dos cultivos chegarem à sua maturidade plena. Isso faz com que ocorra mudanças sazonais de peso nas pessoas em alguns lugares de países em desenvolvimento, cuja queda que ocorre durante a estação das chuvas até o momento da primeira colheita. A incidência da malária aumenta durante os períodos chuvosos e com temperatura elevada.

### Animal
As vacas costumam dar à luz no início das estações das chuvas. O início da estação das chuvas sinaliza a partida das borboletas-monarca no México. As espécies tropicais de borboletas mostram marcas maiores em suas asas para afastar possíveis predadores e são mais ativas durante a estação das chuvas do que na estação seca. Dentro dos trópicos e das áreas mais quentes do subtrópicos, a diminuição da salinidade das zonas húmidas perto da costa devido às chuvas provoca um aumento na nidificação dos crocodilos. Outras espécies, como alguns sapos, se reproduzem no final das chuvas sazonais. Tatus e cobras procuram lugares mais elevados para sobreviverem.